# Brunda Kitti
Brunda Kitti (Balassagyarmat, 1987. június 30. –) labdarúgó, csatár.

## Pályafutása
A salgótarjáni Skorpió SE csapatában kezdte a labdarúgást. 2004 és 2006 között a Debreceni VSC együttesében szerepelt és itt mutatkozott be az élvonalban. 2006 és 2010 között az MTK játékosa volt. A kék-fehérekkel egy bajnoki ezüst- és két bronzérmet szerzett. 2010 és 2012 között ismét a Skorpió SE igazolt játékosa.

## Sikerei, díjai
- Magyar bajnokság
  - 2.: 2008–09
  - 3.: 2006–07, 2007–08
- Magyar kupa
  - döntős: 2008